# Quartetto Stars
Il Quartetto Stars era un gruppo vocale femminile italiano formatosi a Torino, in attività negli anni quaranta e cinquanta.

## Storia del gruppo
Il Quartetto Stars nacque nel gennaio del 1945 su iniziativa del maestro Carlo Prato, che riunì quattro giovani cantanti, Rica Pereno, Mariolina Gai (09/07/1923 - 19/01/2018), Mariuccia Barbesini (1922), Santina Della Ferrera (1922) e le fece debuttare nelle trasmissioni radiofoniche della RAI di Torino. La formazione iniziale vede Marisa Longo al posto di Rica Pereno fino al 1946. Quando invece Rica lasció il quartetto a fine 1952 la sostituì Carmen Tivoli.
Incisero per la Cetra con il maestro Pippo Barzizza ed altri maestri come Michele Ortuso, Franco Riva, Armando Fragna, Beppe Mojetta, Francesco Ferrari, Enzo Ceragioli; lavorarono anche col maestro Cinico Angelini e Armando Trovajoli. Uno dei più considerevoli successi di quel periodo è Il re del Portogallo, scritto nel 1948 da Mario Panzeri e Piero Rizza. In Spagna incisero con l’orchestra Tejada per la Columbia. Girarono l’Italia nel 1947 in tour con l’orchestra di Angelini, la Spagna nel 1948 e Francia, Belgio e Svizzera nel 1949. Sono state anche in America (tra il 1948 e il 1949 circa).
Il repertorio delle Stars comprende molte canzoni moderne di genere vivace, da passi doppi spagnoleggianti a ritmi allegri fino al jazz e allo swing, anche se non mancano incisioni più classiche.
Le Stars cantavano molto spesso alla radio e parteciparono a molte trasmissioni radiofoniche tra cui: 10 Minuti con il Quartetto Stars, Il Microfono è vostro (1950), Rosso e Nero (1951/2/3), 10 canzoni d’amore da salvare (1952), Caccia al tesoro (1952), il varietà musicale Bis col maestro Trovajoli (1953); parteciparono anche a diverse riviste come: Danze & Ritmi, Italia Express, Babbo Cicogna e Canasta con orchestra Filippini, Non è vero che sia ‘inferno. Inoltre parteciparono ad eventi come: il concorso nazionale della canzone (1947), lo spettacolo radiofonico alla mostra dei vini con l’orchestra Ferrari (1952), Er sor du fodere al Quattro Fontane (1952), il veglione benefico dell’associazione stampa subalpina Luce a Mezzanotte con Barzizza e Ortuso al Teatro Carignano (25/2/1949).
Le Stars cantarono per diversi film: Nel 1948 per Fifa e Arena con Totó, cantano Ay Nicolete! di Barzizza e nel 1949 cantano Nord e Sud per il film Adamo ed Eva con Macario. Nel 1950 cantano Tiritera in L'inafferrabile 12 con Radio Boys e orchestra Barzizza; Nel 1951 cantarono nel film Saluti e Baci di Giorgio Simonelli insieme a Gino Latilla. Eseguirono le canzoni Saluti e Baci e Madunina. Nel 1952 cantarono È arrivato l’accordatore per l’omonimo film con Alberto Sordi e per il film Tormento del passato di Mario Bonnard. Nel 1953 per il film Viva il cinema! e poi L'incantevole nemica di Claudio Gora dove eseguono con Silvana Pampanini il brano Ninì Pampan.
Nel 1948 parteciparono al primo Festival Nazionale della Canzone Italiana a Viareggio (predecessore del Festival di Sanremo) insieme a Narciso Parigi, Brenda Gioi e Silvano Lalli con l’orchestra Ferrari.
Nel 1952 parteciparano al concorso radiofonico “Dieci canzoni d’amore da salvare” che vedeva gareggiare 100 canzoni del passato cantate dagli artisti dell’epoca tra cui Flo Sandon’s, Milly, Vittoria Mongardi, Clara Jaione, Claudio Villa, Italo Juli, Sergio d’Alba, Giacomo Rondinella, Gino Latilla, Luciano Benevene e Giorgio Consolini dirette dall'orchestra di Barzizza, Savina e Fragna. Il Quartetto Stars cantó le seguenti canzoni da sole: “Aranci” e “Passa la diligenza”; insieme a Gino Latilla “Manola”, insieme a Giacomo Rondinella “Sulla Carozzella” e “La canzone del boscaiolo”, insieme a Luciano Benevene “Com’è bello far l’amore quando è sera”, “Tic ti tic ta” e “La Piccinina”, con Tina Allori “Cavallino Corri e va” ed infine con Nilla Pizzi “Nostalgico Slow” e “Tornerai”, quest’ultima arrivó tra le 10 canzoni finali scelte dal pubblico.
Nel 1953 vinsero la “Maschera d’argento” (l’Oscar italiano della rivista e della radio) per la categoria radio stagione 1952-3; Nella rivista sorrisi e canzoni viene citato: “la maschera d’argento assegnata al Quartetto Stars è veramente meritato premio alla bravura, alla grazia e alla simpatia”.
Il quartetto (senza Rica Pereno, ma con Carmen) partecipò al Festival di Sanremo 1953 con cinque canzoni: da sole presentarono “Il Passerotto” (classificata settima), con Teddy Reno tre canzoni ovvero “Campanaro” (classificata seconda), "Sussurrando buonanotte" (classificata ottava) e "Papà Pacifico" (classificata decima) infine “Acque Amare” con Katyna Ranieri (non classificata).
Alla fine del 1953 circa il quartetto si sciolse. Santina Della Ferrera entrò a far parte del Trio Aurora sostituendo Lidia Martorana e partecipando al Festival di Sanremo 1955 in coppia con Natalino Otto. Rica Pereno intraprese la carriera da solista già da poco prima. Mariolina Gai si dedicó alla famiglia.
L’annunciatore del 25/10/1945 riporta: L’altra sera dai microfoni di Radio Torino abbiamo udito la prima trasmissione del nuovo quartetto vocale Stars uscito, parto felice, dalle mani, dall’insegnamento, dal gusto estetico e musicale del maestro Prato. A poco tempo di distanza dalla prima trasmissione di altro Quintetto, ecco che si presenta a noi un complesso vocale di nuova impostazione, ben dotato di swing, con uno spirito nettamente superiore a quello di qualche trio di nostra conoscenza. Nato alcuni mesi fa dalla passione dei leaders Nino Mortarino e Mariuccia Barbesini, passava successivamente alla scuola del maestro Prato che lo portava rapidamente a quel grado di perfezione che noi tutti abbiamo riscontrato. Come nell’altro complesso è notevole qui la nuova impostazione vocale, la ricerca accurata di effetti armonici che maggiormente soddisfino il gusto degli ascoltatori moderni; intendiamo parlare di quel nuovo stile di canto che già da qualche anno si è un posto in America, staccandosi nettamente dal vecchio stile ancora purtroppo usato da qualche complesso femminile che troppo ha voluto attingere dalle Boswell e dalle Andrews. Il maestro Prato ha così felicemente esordito e ci ha donato quello che già da qualche tempo da lui attendavamo. Siamo certi che tutto quanto è stato fatto da lui negli anni scorsi è stata una vera opera di virtuosismo ed in un certo senso di astuzia; perché con i freni e le restrizioni imposte alla musica moderna dall’onorabile ministero della cultura popolare, l’aver varato un trio Lescano e un quartetto Cetra è già di per sé un risultato. Per tornare in argomento diremo che questo nuovo complesso c’è piaciuto ed ha aperto il nostro cuore di profondi amatori alle più lusinghiere speranze. Attendiamo ora da queste quattro ragazze qualcosa ancora che ci riconfermi nell’opinione che oggi ci è dato esprimere. Tra le canzoni trasmesse The Trolley song è un pezzo di bravura indiscutibile dal momento che contro di esso ben più di un trio si è spezzato le ossa. La canzone che nella melodia pare così facile ed orecchiabile è invece un vero e proprio cruciverba nell’armonizzazione. Brave perciò le nostre figliole. San Fernando Valley, di questa canzone diremo che fu senz’altro eseguita alla perfezione e che è appropriata al testo; la prima voce seppe dare il giusto mood ad una canzone che mai da noi avevamo sentito interpretare in modo degno da nessuno. Buoni gli sfondi armonici ed appropriato l’arrangiamento. Soddisferemo il pubblico jazzistico presentando una ad una queste quattro ragazzi in gamba. Marisa Longo, la brunetta ventenne che esprime nella vivacità che le è innata tutto lo swing che si rivela in lei ogni volta che canta: le è venuta fuori in San Fernando valley una voce da cowboy che ci ha fatto rimanere di stucco. Santina della Ferrera, la pacioccosa biondona dalla voce dolce e riposante che già da qualche anno tentava di mettersi in luce, è finalmente riuscita nel genere che più gli si addice ad esaltare le proprie qualità vocali a 22 anni. Mariolina Gai, età 22 anni, caso strano: ha fatto studi di lirica ma poi ho scoperto che lo swing le si addice maggiormente. Mariuccia Barbesini è l’anima del complesso che tenacemente è riuscita a formare. Possiede buone doti di impostazione vocale e di swing. è anche sostituta insegnante del complesso; età 23 anni e due occhioni di fuoco. E per finire il nostro augurio più vivo al quartetto STARS nella certezza che ci saprà donare ancora cose grandi. Forest
La rivista Grazia n.596 del 26/07/1952 cita: "Le quattro ragazze in gamba della radio crescono: quasi tutte, e contemporaneamente hanno compiuto ventiquattro anni. E ne sono passati sette da quando Mariuccia, Santina, Mariolina ed Enrica sono diventate il Quartetto Stars. Da quel giorno le quattro ragazze hanno perduto il cognome: sono diventate solo e semplicemente "le Stars". Dopo il famoso Trio Lescano, le quattro indiavolate ragazze torinesi rappresentano il più interessante complesso vocale che la Radio italiana abbia avuto. E per di più tutte e quattro sono graziose e simpatiche. È nato sette anni fa, il Quartetto Stars: quattro ragazze che non si conoscevano nemmeno, che ignoravano l'esistenza l'una dell'altra si sono incontrate negli ambienti della RAI di Torino e da allora sono state sempre insieme. Erano quattro ragazze piene di sogni, di mete che si erano proposte di raggiungere, di speranze. Sono stati un poco la loro giovinezza, la loro allegria e i loro sorrisi aperti ad aiutarle a raggiungere quelle mete. Molto tempo è Passato da allora, quando nelle loro borsette c'era più speranza che altro. Allora avevano fatto sacrifici enormi per comperarsi quattro vestitini tutti eguali, che fossero un po' la sigla del loro Quartetto. Oggi invece hanno ricchi vestitoni colorati. Ognuna delle quattro un colore: Santina l'azzurro cielo, Enrica un verde tavolo da gioco, Mariuccia il rosso ciclamino e Mariolina un giallo telegramma. Hanno una casetta a Roma, dove tre di esse abitano. La quarta, Mariolina, ne ha fatta una grossa alle compagne: si è sposata.  È stato un giorno un po' triste per Mariuccia, Santina ed Enrica, quello in cui Mariolina si è sposata. Già sentivano di aver perduto la compagna, e sentivano che il Quartetto si stava lasciando. Ma Mariolina, lo stesso giorno in cui giurò all'Altare di essere fedele per sempre a suo marito, giurò anche alle tre amiche che non le avrebbe mai lasciate. Aveva sposato Max Del Frate, un giovanissimo cantante dell'orchestra di Barzizza, uno del mestiere, dunque. Non c'era da aver paura. Non era uno di quei mariti che metteva l'alternativa: «O me o l'arte». E il Quartetto Stars continuò a vivere sempre con Mariuccia, Mariolina, Enrica e Santina. Mariuccia è la “comandante” del Quartetto. È lei che decide le canzoni da infilare nel repertorio, è lei l'amministratrice, è lei che firma i contratti anche per le altre, è lei, quindi, che si addossa e sistema tutte le "grane” inerenti al loro disordinato vagabondaggio di artiste. Le altre tre la chiamano maestra, un po per prenderla in giro, un po perché effettivamente è stata maestra delle altre. È nata a Torino, nella Borgata San Salvario e, conoscendo quasi alla perfezione l’inglese, lo insegnó alle altre componenti il Quartetto. È una appassionata sciatrice, e quando l'inverno le capita di essere a Torino è immancabile la sua presenza sui campi del Se strière. Fu lei che un giorno del 1945 ebbe l'idea di creare un Quartetto. E a lei che si deve il lancio di parecchie canzoni che hanno avuto successo grazie, appunto, alla voce delle quattro scatenate piemontesine. Esempi: Ay Nicolete, Il Re del Portogallo, Los Tres Caballeros. Canzoni che mille e mille volte sono entrate attraverso le onde della radio nelle case di tutta Italia. Santina, invece, nel Quartetto fa da "alto" mentre Mariuccia fa da "basso". Le due ragazze sono molto diverse anche nel carattere. Mariuccia nervosissima, facile a scattare e a fare sentire la sua autorità di "capo". Santina, invece, calma, remissiva e incapace di uno scatto di collera. È anche lei torinese, ma della Borgata Vittoria: frequentava ancora a scuola e giocava a pallacanestro quando le passó per la testa di andare a cantare alla radio. Aveva solo 16 anni ed e comprensibile come si tosse intestardita in quella idea e fosse decisissima di riuscire. Partecipo allora a un concorso radiofonico, lo stesso dal quale uscirono Ernesto Bonino e Silvana Fioresi. Santina ebbe il successo che può avere una bambina capricciosa. Le dissero che la sua voce era bella e che se avesse studiato sarebbe riuscita. Continuò infatti a studiare fino a quando, nel 1944, incontrò Mariolina e con lei fece parte di un trio. Nel 1945 conobbe anche Mariuccia ed Enrica e da allora non le ha mai più lasciate. Mariolina è quella che ha "tradito" le altre, se tradimento si può chiamare il suo matrimonio. Dopo aver fatto gli studi commerciali nel 1945 stava ancora studiando canto con il maestro Prato quando conobbe le altre tre ragazze. Con Santina aveva già fatto parte un trio vocale, ma dai progetti di Mariuccia comprese che quello del Quartetto Stars era l'avvenimento che l'avrebbe lanciata. Nel Quartetto ella è la seconda voce. Le piace andare a sciare, ma soprattutto le piacciono i motori. Con i primi risparmi comperò una piccola vetturetta utilitaria grigia, dato che, dice lei, una donna in motocicletta non sta bene. Nel luglio del 1951 le sue tre compagne l'hanno accompagnata all'altare. Era commossa, dopo la cerimonia. Mariuccia, Enrica e Santina avevano pianto, come avrebbero potuto piangere tre sorelle. Ma poi Mariolina ha fatto la sua promessa: «Non vi lascerei per tutto l'oro del mondo!». Lei vive in un appartamentino a Roma con Max, suo marito e la nuova unione non ha turbato quella avventura che inizió sette anni fa con le compagne. Enrica sembra la più bambina: è torinese anche lei, perché nata in Borgo Dora. Fa la terza voce ed è quella che dalle altre è trattata davvero come una bambina. Ha studiato ragioneria, ha avuto un impiego alla Fiat ed è stata campionessa piemontese di nuoto. Le piaceva dipingere ed è inutile dire che, mentre dipingeva, cantava. I suoi gorgheggi, anzi, provocarono una volta un mezzo putilerio nel palazzo dove abitava. Quando ricorda questo episodio Enrica ride ancora. Questa Esther Williams della Radio studiava canto col maestro Prato, a Torino, quando nel 1945 conobbe le sue attuali compagne di Quartetto, che stavano cercando la quarta. Questa, in breve, la storia delle Stars, la storia delle più indiavolate ragazze della Radio, delle ragazze che hanno fatto entrare in tutte le case le note di "Cicci, Cicci, tu mi metti nei pasticci... Sono le quattro "ragazze in gamba" della RAI, le sole ragazze che, in un momento di nervosismo, hanno saputo "smontare" completamente una sala di audizioni. Le avete mai sentite cantare canzoni sentimentali? Non sembrerebbe possibile che sappiano farlo. Ma capita talvolta che Mariuccia o Enrica dicano in un orecchio, piano piano alle altre: «Questa la cantiamo per...». E pronunciano un nome. Anche loro, le ragazze del Quartetto, sono ragazze come tutte le altre, e il loro cuoricino batte come tutti i cuori di questo mondo. Nell'aria echeggiano le note e le parole di un canto romantico e melanconico: sono quattro ragazze che lo cantano, tutte assieme. Chi non crederebbe loro?>>.
In un'intervista rilasciata alla rivista El Dorado del 28/02/1954 Rica Pereno ci rivela alcune informazioni sul quartetto dicendo <<Otto anni fa entrai con Claudio Fino nelle trasmissioni di fiabe per bimbi, fiabe che incisi pure per la Cetra. Poi il maestro Prato mi affiancó ad altre tre ragazze formando così il Quartetto Stars. Dopo tre anni di tirocinio, tournée in Svizzera, un anno in Spagna e poi in Belgio, la Rai ci lanció con l’orchestra Barzizza. Poi da Torino passammo a Radio Roma dove per due anni prendemmo parte alle trasmissioni delle orchestre Ferrari, Fragna, Cergoli, Donadio e alla rivista radiofonica Rosso e Nero. I nostri successi? A dir la verità sono parecchi ma quelli che ci hanno reso maggiormente note sono Ay Nicolete, Cicci cicci cicci e la partecipazione a tante riviste come Babbo Cicogna e Canasta, con l’orchestra Filippini. Dopo sette anni di attività sentii il desiderio di ricominciare la carriera lasciando il Quartetto, che pur mi aveva dato tante soddisfazioni e aveva raggiunto ormai l’apice delle sue affermazioni.>>
Nella raccolta “Le canzoni dei ricordi 1941/1950 volume 24” viene citato: <<Chi erano le ragazze di questo quartetto? Pochi, in realtà, se lo chiesero, nonostante fin verso la metà degli anni Cinquanta le Stars continuassero ad esibirsi alla radio in trasmissioni di varietà ad alto indice di ascolto, come “Rosso e nero” e “Caccia al tesoro” e con varie orchestre, da Angelini a Barzizza, da Francesco Ferrari a Trovajoli, dai microfoni di Torino e di Roma. II complesso vocale era, manco a dirlo, un'ennesima creatura del maestro Prato, che lo aveva formato e allevato nella sua scuola, lanciandolo fin dal 1945. Le quattro componenti Mariuccia Barbesini, Mariolina Gai, Enrica Pereno e Santina Della Ferrera erano tutte torinesi ed ebbero anche esperienze internazionali quando, nel 1947, dopo una tournée di tre mesi con il maestro Angelini, si esibirono per otto mesi in Spagna. Un’esperienza che misero a frutto nel 1948 quando, al loro rientro, passarono alle dipendenze di Pippo Barzizza, ottenendo le maggiori affermazioni della loro carriera. Tra queste, indubbiamente, il riuscito lancio di “II re del Portogallo”, una filastrocca di Panzeri sulle note di una samba firmato da Piero Rizza. La canzone fu riproposta fino alla noia per almeno un paio di anni in tutte le sale da ballo e fu tra le composizioni di Rizza una di quelle che gli diede le più consistenti soddisfazione finanziarie, nonostante la concorrenza fortissima in quel genere musicale.>>
Dalla rivista El Dorado 30/12/54 intervista a Rica Pereno: "Sono una piccola cantante ambiziosa... ma credete alla mia passione e dedizione assoluta alla musica, che è il mio primo amore... I miei progetti sono legati tutti alla musica: sogno di essere la beniamina del pubblico, sogno i trionfi, sogno la celebrità... Questo ci dichiarava con melodiosa voce tutta musica Rica Pereno, all'epoca della nostra prima intervista; all'incirca con le stesse parole ci accolse qualche giorno fa, in procinto di partire per l'India, ove si esibirà al "Firpo's" di Caleutta con l'orchestra di Nini Rosso.Col divario che i suoi sogni, allora in via di realizzazione, sono oggi diventati realtà. Rica Pereno è, si può dire, una scoperta del compianto M.o Carlo Prato, al quale devono il successo una eletta schiera di artisti, da Rabagliati alle sorelle Lescano, da Bonino a Gigi Beccaria: nel 1946 Claudio Fino, ora regista della TV di Milano, la scelse a protagonista nella trasmissione di fiabe per bimbi, fiabe che incise pure per la CETRA: e la sua arte non sfuggiva all'attenzione del maestro Prato, che la consigliava a studiar canto e quale premio d'incoraggiamento, l'affiancava al Quartetto Stars. Rica, veramente, vagheggiava la danza classica, la recitazione; tuttavia, trovandosi nella urgente necessità di guadagnare, essendo rimasta orfana di guerra a 15 anni, accettò di entrare nel Quartetto. Tre anni durò il suo tirocinio a Radio Torino, alternando le sue prestazioni con Radio Lugano. Tra le preziose esperienze di quegli anni, ricorda la scrittura col maestro Angelini, che chiamò le stars per la sua tournée del '47 con Nilla Pizzi e Odoardo Spadaro. Nell'estate dello stesso anno, sempre affiancata al Quartetto, si esibisce al teatro Tivoli di Bar-cellona, con Nuto Navarrini... In Spagna trascorre sette mesi, girandola per lungo e per largo, mietendo ovunque successi. - E... siete stata alle corride? Per carità, non me ne parlate! Sono cose orribili!! Mi figuravo qualcosa di ben diverso, dal come le canzoni decantano toreros e toreadores. Reduci dalla Spagna, la RAI li lanciava con l'orchestra Barzizza, e fu la loro affermazione: "Ay Nicolete" e "Cicci Cicci' furono le canzoni di maggior successo, quelle che dovevano di colpo rendere popolare il Quartetto. Le stazioni Radio cominciavano a disputarselo: Radio Svizzera, Radio Belga, Radio Roma... In quest'ultima sede le stelle soggiornarono due anni, toccando l'apice della loro carriera: parteciparono tra l'altro alle trasmissioni delle orchestre Ferrari, Fragna, Cergoli, Donadio, ecc. Con tutto ciò, e a malgrado delle invidiabili soddisfazioni, Rica non si sentiva ancora a suo posto: giovanissima, sognatrice, intuiva che le sue doti artistiche la chiamavano a più alti destini: si sentiva perciò come imbrigliata in quel quartetto, limitata nelle sue espansioni. Si sganció: ricomincio da capo la carriera, ma da sola. Protetta da meritata fortuna, trovò subito le più calorose accoglienze nei tre migliori dancing romani ("Cabala, "Casina delle Rose", "Lucciola"). Poi venne scritturata da Macario, per la nota commedia musicale "Pericolo Rosa". Finalmente! Il suo sogno si realizzava in pieno, nel modo più completo: cantare, ballare, recitare!... Fu per me un grande avvenimento! commenta Rica. Siamo ormai alle soglie della celebrità. Nell'ottobre '53 è nuovamente chiamata da Angelini, ma questa volta come solista in "Invito alla Canzone"; col M.o Angelini "che mi ha dato la sua grande impronta", sottolinea la Pereno, rimase quattro mesi; poi cantò per cinque mesi con la romantica orchestra Savina e quindi per altri quattro con Canzio Allegriti. Ora, come dicemmo, è in partenza per l'India, dove ha una scrittura di un anno col M.o Nini Rosso, già tromba dell'orchestra Angelini e poi solista dell'orchestra Ferrari. Il complesso di Nini Rosso fu giudicato il migliore al Festival del Jazz di Torino, ed è il primo complesso italiano che ottiene il nulla osta per tale paese, dopo la guerra Speriamo al ritorno di debuttare, conclude Rica Pereno accomiatandosi, alla TV della nostra bella Italia, che è il paese più bello del mondo!
Grazie all’intervista fatta alla signora Mariolina Gai nel 2014 da Simone Calomino di Radio Il Discobolo sappiamo inoltre che: Mariolina ha sempre avuto la passione per la musica e il canto; durante il tempo di guerra cantava alla “casa del soldato” dove faceva parte di un trio vocale accompagnate da un pianista di Napoli che insegnava loro le canzoni; a causa della guerra però smise. Mariolina continuó comunque a seguire la sua passione e andava a cantare ovunque riuscisse, anche da solista. In seguito incontró Nino Mortarino del Quintetto Hot e iniziò a far parte della loro compagnia. Insieme ascoltavano di nascosto i dischi americani che arrivavano e poi Nino convinse Mariolina a formare un quartetto. Durante una delle prime esibizioni come Quartetto Stars cantarono Arcobaleno (cover di Somewhere Over the Rainbow) durante uno spettacolo studentesco torinese dove riscossero gran successo e furono notate dal maestro Carlo Prato che le invitò alla radio di Torino e inizió a insegnarli nuove canzoni. Tutto ciò agli inizi del 1945 circa. La signoria Mariolina all’epoca lavorava alla Superga come segretaria e ci racconta che la sera andava in bici alla radio per provare i pezzi col maestro Prato. Iniziarono quindi a lavorare in radio e tra le trasmissioni in cui parteciparono ci fu anche un programma chiamato Un Quarto d’ora al pianoforte col Quartetto Stars accompagnate al piano dai maestri Prato e Pasero. A inizio del 1947 venne loro offerto un contratto di 3 mesi per girare l’Italia in tour con Angelini, Nilla Pizzi, Oscar Carboni e Odoardo Spadaro. Successivamente arrivò poi un contratto per la Spagna di 6 mesi; partirono da Barcellona dove si fermarono 2 mesi per poi visitare Pamplona, Bilbao, Victoria e Madrid per altri 2 mesi. Fecero parte dello spettacolo-rivista Italia Express e al termine del contratto lavorarono anche con radio Madrid e incisero con l’orchestra Tejada. Tornate in Italia si spostarono da Torino a Roma dove vennero scritturate dal maestro Giulio Razzi grazie al carattere determinato di Mariolina e ci rimasero fino al 1953, in questo periodo le Stars fecero anche fino a 5 trasmissioni giornaliere tra cui la rivista “Non è ver che sia l’inferno” col maestro Meloni. Inoltre, Mariolina duettava occasionalmente in diretta alla radio con Teddy Reno. Le venne anche offerto di doppiare la voce della cantante americana nel film Ninna Nanna Broadway, che Jula de Palma rifiutó, anche se poi non venne purtroppo usata. Parteciparono inoltre alla fiera di Milano della televisione dove cantarono 3 loro pezzi tra cui Shoo Shoo Baby e Ay Nicolete. Santina Della Ferrera era fidanzata col maestro Riva durante il loro periodo romano. Nel 1951 Marioliona si sposó col musicista Max Del Frate e in seguito Rica Pereno lasciò il Quartetto e venne sostituita da una ragazza chiamata Carmen di Roma, che partecipó con loro a Sanremo. Secondo Mariolina le voci del quartetto erano così suddivise: Mariuccia Barbesini è la voce bassa, Enrica Pereno e Santina Della Ferrera son le voci intermedie e Mariolina Gai è la voce alta.

## Discografia parziale

### 78 giri
- 1946 - I soldatini di stagno (D'Arena - Marisa Zini) con Graziella Valle (DC 4539) orchestra Savina
- 1946 - Il lupo e i sette caprettini (D'Arena - Marisa Zini) (DC 4543) orchestra Savina
- 1946 - Caterina (Calzia) con Ernesto Bonino / Dove vanno le mosche durante l'inverno (Prato - Bernard) (DC 4552; lato B canta Ernesto Bonino) orchestra Mojetta
- 1946 - Girotondo del ritmo (Panzuti - Dampa) con Ernesto Bonino / A quindici anni (Kramer - Marchesi) (DC 4553; lato B canta Ernesto Bonino)
- 1946 - Quando cantava la nonna (Panzuti - Dampa) con Ernesto Bonino / Che gioia cantare (Panzuti - Dampa) (DC 4554; lato B canta Ernesto Bonino) orchestra Mojetta
- 1946/7 - Verrò da te (Ortuso - Rolando) / Aurora (Lago - Roberti) (DC 4632; lato A canta Sante Andreoli)
- 1947 - It had to be you (Khan - Isham Jones) / Mentre il tempo passa (Hupfeld - Devilli) (DC 4633; lato B canta Aldo Donà) con Ritmi
- 1947 - Shoo-shoo-baby (Phil Moore) / Galoppando nel west (Cole Porter) (DC 4636) con Ritmi
- 1948 - Beguine d'amour (Riva - Tettoni) / Sancho Pepe (Riva - Chiri) (DC 4797) orchestra Ortuso
- 1948 - Ermenegilda (Riva - Quattrini) / Vieni nel West (Riva - Chiri) (DC 4798) orchestra Ortuso
- 1948 - Ay! Nicolete (Barzizza - Morbelli) / Cicci - Cicci - Cicci (Codi) (DC 4846) orchestra Barzizza
- 1948 - Il re del Portogallo (Panzeri - Rizza) / Il fantasma innamorato (Pavesio - Liri) (DC 4844) orchestra Barzizza
- 1948 - Miguena la torera (Taccani - Neno) con Aldo Donà (DC 4858) orchestra Ortuso
- 1948 - Rosse labbra (Fecchi - Nati - Conti) / Con chitarra e mandolini (Ravasini - Morbelli) (DC 4860; lato A canta Aldo Donà) orchestra Barzizza
- 1948 - Presentimento (Ferrari - Nisa) / Balbettando (Pasero - Chiosso) (DC4861; lato A canta Aldo Donà) orchestra Barzizza
- 1948 - Se ti potessi dir (Perazzi - Fettoni - Loredano) / Noi siamo quelli dello sci-sci (Frustaci - Garinei) (DC 4882; lato A canta Aldo Donà) orchestra Barzizza
- 1949 - Tutto il mondo lo sa /  Apri l’occhio (Redi - Testoni) (DC 4978) orchestra Barzizza
- 1949 - Lucciole con Ariodante Dalla (Di lazzaro - Bonagura) / Tu sei bella Gabriella (Marbeni) (DC 4976) orchestra Barzizza
- 1950 - Tiritera dal film L’inafferrabile 12 orchestra Barzizza (disco campione)
- 1950 - Vecchia Violetta (Vigevani - Ciocca) / Siviglia (Ortuso - Rolando) con Ariodante Dalla (DC 5039; lato A canta Donà, Beltrami e Radio Boys) orchestra Ortuso
- 1950 - Acercate mas (Farres) /  Night and day (Cole Porter - Ardo) (DC 5063) orchestra Riva (A); orchestra Mojetta (B)
- 1950 - Angelitos negros (Maciste - Blanco) / Amore tra le stelle (Riva - Chiri - Quattrini) (DC 5064) orchestra Riva (A), Mojetta (B)
- 1950 - La samba del pirata (Riva - Quattrini) (DC 5076) orchestra Riva
- 1950 - La samba del barbiere (Canessa - Testore) (DC 5077) orchestra Barzizza
- 1950 - Ogni finestra una canzone (Rossi - Giannantonio) con Tino Vailati e Radio boys (DC 5084) orchestra Gallino
- 1950 - Ja se que tienes novio (Araque - Gurm) / Los tres caballeros (DC 5090) orchestra Barzizza
- 1950 - Nord e sud (Barzizza - Marchesi - Age) / Funiculì Funiculà (DC 5099) orchestra Barzizza (A); orchestra Riva (B)
- 1950 - Non baciarmi così (Mariotti Pinchi) / Chica patata (Moioli - Testoni - Panzeri) (DC 5126; lato A canta Carla Boni) orchestra Barzizza
- 1950 - Rosamunda (Vejvoda) / Viajera (Del Wel) (DC 5144) orchestra Riva
- 1950 -  Come le rose (Lama - Genise) / Come pioveva (Gill) (DC 5145) orchestra Riva
- 1950 - Che pazzia (D'Arena - Pinchi) / Chattanooga shoeshine boy (DC 5146) orchestra Riva
- 1950 - Giulietta e Romeo (Mariotti - Rastelli) / La Calamita (EE 6011; lato B canta Tino Vailati) orchestra Barzizza
- 1950 - Cingo Cengo (Liroca - Pinchi) / Mi sento Tua (D'Anzi - Amendola) (EE 6012; lato B canta Elena Beltrami) orchestra Barzizza
- 1951 - Pippo Arena matador (Fassino - Pancino) / Ritmo e melodia (Montagnini - Morbelli) (DC 5314) orchestra Fragna
- 1951 - Il topo di campagna (Frazzi - Nusca - Valleroni) / La mogliera (Di Lazzaro - Da Vinci) (DC 5338) orchestra di ritmi moderni Ferrari
- 1951/2 - È arrivato l'accordatore (Fragna - Rastelli) (DC 5461) orchestra Fragna
- 1951/2 - La Mucura (A. Fuentes) / Plegaria Guadalupana(Huan Castillo) (DC 5474) complesso Riva
- 1953 - E cummarelle (Giannini - Gigliati) / Il passerotto (Lu passariello) (Di Lazzaro - Valentini) (DC 5655) orchestra Riva

Dischi incisi in Spagna per la Columbia:
- 1949 - El Viejo Cow-Boy (Panzuti) / Amigos Vamos a Bailar (Nisa / D’Arena) (R 14641) orchestra Tejada
- 1950 - Amado mio / En Chicago (R 14623) orchestra Tejada

altri titoli non datati e/o non confermati: San Fernando Valley, Cuore Tzigano 

Enzo Ceragioli con Corrado Lojacono il Quartetto Stars, Enzo Poli negli studi di Radio Rai nel 1951